# Antivirus Microsoft Defender
Chronologie des versions
Microsoft Security Essentials
Microsoft Defender, appelé officiellement Antivirus Microsoft Defender, est un composant antivirus de Microsoft Windows.
Microsoft a d'abord offert le logiciel en téléchargement gratuit comme un programme anti-espion pour Windows XP, puis l'a livré comme anti-espion avec Windows Vista et Windows 7. Finalement, le logiciel a été transformé en un programme antivirus complet remplaçant Microsoft Security Essentials dans Windows 8 et les versions ultérieures de Windows.
Ce logiciel était édité par Giant Software avant son achat par Microsoft.

## Fonctions de base
Avant Windows 8, Windows Defender protégeait ses utilisateurs contre les logiciels espions. Il comprenait un certain nombre d'agents de sécurité qui surveillaient en temps réel plusieurs zones de Windows pour détecter des modifications qui auraient pu être causées par des logiciels espions.
Il permettait aussi de supprimer facilement des logiciels ActiveX installés. Windows Defender incluait un support intégré pour Microsoft SpyNet (en) qui permet aux utilisateurs de signaler à Microsoft ce qu'ils considèrent comme des logiciels espions et quelles applications et pilotes de périphériques ils permettent d'installer sur leur système. La protection contre les virus a été ajoutée dans Windows 8 ; Windows Defender dans Windows 8 ressemble à Microsoft Security Essentials et utilise les mêmes définitions de virus.
Dans Windows 10, les paramètres de Windows Defender sont contrôlés par l'application Paramètres qui peut être activée en cliquant sur le bouton démarrer, puis sur le bouton Paramètres. Depuis la mise à jour anniversaire de Windows 10, une bulle de notification annonce les résultats d'une analyse du système, même si aucun virus n'a été trouvé.

## Histoire

### Versions bêta
Windows Defender est basé sur le logiciel GIANT AntiSpyware, développé à l'origine par GIANT Company Software Inc.. Microsoft a annoncé l'acquisition de cette société le 16 décembre 2004,. Bien que le logiciel original GIANT AntiSpyware prenait en charge les anciennes versions de Windows, le support de la ligne de systèmes Windows 9x a été abandonné.
La première version test de Microsoft AntiSpyware a été publiée le 6 janvier 2005 et était essentiellement une copie réemballée de GIANT AntiSpyware. De nouvelles versions bêta ont été publiées en 2005 et la dernière version bêta 1 a été publiée le 21 novembre 2005.
Lors de la conférence RSA Security de 2005, le concepteur de systèmes logiciels en chef et cofondateur de Microsoft, Bill Gates, a annoncé que Windows Defender (connu sous le nom de Microsoft AntiSpyware avant le 4 novembre 2005) serait mis gratuitement à la disposition de tous les utilisateurs de versions autorisées de Windows 2000, Windows XP et Windows Server 2003 pour aider à sécuriser leurs systèmes contre la menace croissante des logiciels malveillants.
Windows Defender (bêta 2) a été publié le 13 février 2006. Cette version porte le nouveau nom du programme et inclut une refonte significative de l'interface utilisateur. Le moteur de base a été réécrit en C++, alors que le logiciel original développé par GIANT était écrit en Visual Basic. La conversion à C++ a amélioré la performance de l'application. De plus, depuis la version bêta 2, le programme fonctionne comme un service Windows, contrairement aux versions antérieures, ce qui permet à l'application de protéger l'ordinateur même si un utilisateur n'est pas connecté à l'application. La version bêta 2 nécessite également la validation Windows Genuine Advantage.
Cependant, Windows Defender (bêta 2) ne contenait pas certains des outils inclus dans Microsoft AntiSpyware (bêta 1). Microsoft a supprimé les outils System Inoculation, Secure Shredder et System Explorer inclus dans la version bêta 1 ainsi que l'outil Tracks Eraser qui permettait aux utilisateurs de supprimer facilement de nombreux types de fichiers temporaires liés à Internet Explorer 6, incluant les témoins (cookies), les fichiers Internet temporaires et l'historique de lecture du Lecteur Windows Media. Microsoft a, par la suite, publié des versions allemande et japonaise de Windows Defender (bêta 2),.

### Disponibilité générale du logiciel antiespion
Le 24 octobre 2006, Microsoft a lancé Windows Defender en version régulière (non bêta). Le logiciel prenait en charge Windows XP et Windows Server 2003. Cependant, contrairement aux versions bêta, il ne pouvait pas être exécuté sur Windows 2000.

### Conversion vers des fonctions antivirus
Windows Defender était inclus dans Windows Vista et Windows 7 en tant que composant antiespion intégré. Dans Windows Vista et Windows 7, Windows Defender pouvait être remplacé par Microsoft Security Essentials, un produit antivirus de Microsoft qui protégeait l'ordinateur contre une gamme plus large de logiciels malveillants. Lors de l'installation, Microsoft Security Essentials désactivait et remplaçait Windows Defender,,.
Dans Windows 8, Microsoft a amélioré Windows Defender en en faisant un programme antivirus très similaire à Microsoft Security Essentials pour Windows 7 et en utilisant les mêmes mises à jour de définitions de virus que Microsoft Security Essentials.
Microsoft Security Essentials n'est pas disponible sur les versions de Windows au-delà de Windows 7. Dans Windows 8 et Windows 10, Windows Defender est activé par défaut. Il s'interrompt lors de l'installation d'un logiciel antivirus tiers.
À partir de Windows 10, Microsoft a commencé à transférer le contrôle de Windows Defender hors de son logiciel original. Initialement, sa boîte de dialogue Paramètres a été remplacée par une page dédiée dans l'application Paramètres de Windows 10. Dans Windows 10 Creators Update, Windows Defender est renommé Windows Defender Antivirus pour le distinguer du Windows Defender Security Center. Ce dernier est devenu l'avenue privilégiée pour l'interface avec Windows Defender. Bien qu'il n'y ait pas de raccourci dans le menu démarrer pour accéder directement au programme Windows Defender, il est toujours possible d'y accéder facilement,.

## Fonctions avancées

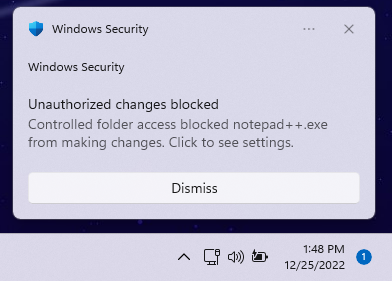
Notification en temps réel de Windows Defender bloquant l'accès d'une application à un répertoire protégé.

### Protection en temps réel
Dans les options de Windows Defender, l'utilisateur peut configurer des options de protection en temps réel.

### Intégration avec le navigateur
L'intégration avec Internet Explorer et Microsoft Edge permet de scanner les fichiers aussitôt qu'ils sont téléchargés afin de détecter les logiciels malveillants téléchargés par inadvertance. Bien qu'il ne s'intègre pas aux navigateurs Web autres que ceux de Microsoft, Windows Defender analyse les fichiers téléchargés malveillants dans le cadre de sa protection en temps réel.

## Windows Defender Offline
Windows Defender Offline (anciennement connu sous le nom de Standalone System Sweeper Beta) est un programme antivirus autonome amorçable qui fonctionne à partir d'un disque amorçable et qui est conçu pour analyser des systèmes infectés alors que leurs systèmes d'exploitation sont hors ligne. Depuis la mise à jour anniversaire de Windows 10, cette fonctionnalité hors ligne est intégrée dans le programme régulier de Windows Defender.

## Vulnérabilité de sécurité dansWindows Defender
Le 5 mai 2017, Tavis Ormandy (en), un chercheur de vulnérabilités travaillant pour Google, a découvert une vulnérabilité dans le module d'analyse JavaScript (NScript) du Microsoft Antimalware Engine (MsMpEngine) qui affectait Windows Defender, Microsoft Security Essentials et System Center Endpoint Protection. Le 8 mai 2017, Microsoft avait publié un correctif pour tous les systèmes concernés. Ars Technica a félicité Microsoft pour sa vitesse de correction sans précédent et a déclaré qu'une catastrophe avait été évitée,.